# Венгрия на «Евровидении»
Венгрия дебютировала в песенном конкурсе «Евровидение» в 1994 году после неудачной заявки и невыхода в финал в 1993 году. В 1999—2004, 2006, 2010 и в 2020—2025 годах Венгрия не принимала участия в конкурсе по разным причинам. За 15 лет участия Венгрия в финале получила 1112 баллов. В полуфинале (за исключением 1993 и 1996 годов) — 1336 баллов.
В 2012—2019 годах венгерский национальный отбор на «Евровидение» проходил в рамках музыкального фестиваля A Dal.

## Участники
Победитель
     Второе место
     Третье место
     Четвертое место
     Пятое место
     Последнее место
     Автоматический проход в финал
     Не прошла в финал
     Не участвовала или была дисквалифицирована
     Несостоявшееся участие
| Год                      | Место проведения | Исполнитель           | Язык                   | Песня                           | Перевод                              | Финал          | Финал          | Полуфинал           | Полуфинал           |
| Год                      | Место проведения | Исполнитель           | Язык                   | Песня                           | Перевод                              | Место          | Баллы          | Место               | Баллы               |
| ------------------------ | ---------------- | --------------------- | ---------------------- | ------------------------------- | ------------------------------------ | -------------- | -------------- | ------------------- | ------------------- |
| 1993                     | Милстрит         | Андреа Сулак          | Венгерский             | «Árva reggel»                   | «Сиротское утро»                     | Не прошла      | Не прошла      | 6                   | 44                  |
| 1994                     | Дублин           | Фридерика Байер       | Венгерский             | «Kinek mondjam el vétkeimet?»   | «Кому поведать о моих прегрешениях?» | 4              | 122            | Полуфиналов не было | Полуфиналов не было |
| 1995                     | Дублин           | Чаба Сигети           | Венгерский             | «Új név a régi ház falán»       | «Новое имя на стене старого дома»    | 22             | 3              | Полуфиналов не было | Полуфиналов не было |
| 1996                     | Осло             | Джон Дельхуса         | Венгерский             | «Fortuna»                       | «Фортуна»                            | Не прошёл      | Не прошёл      | 23                  | 26                  |
| 1997                     | Дублин           | V.I.P.                | Венгерский             | «Miért kell, hogy elmenj?»      | «Почему ты должен идти?»             | 12             | 39             | Полуфиналов не было | Полуфиналов не было |
| 1998                     | Бирмингем        | Чарли                 | Венгерский             | «A holnap már nem lesz szomorú» | «Завтрашний день не будет печальным» | 23             | 4              | Полуфиналов не было | Полуфиналов не было |
| 1999 — 2004              | Не участвовала   | Не участвовала        | Не участвовала         | Не участвовала                  | Не участвовала                       | Не участвовала | Не участвовала | Не участвовала      | Не участвовала      |
| 2005                     | Киев             | NOX                   | Венгерский             | «Forogj, világ!»                | «Вращайся, мир!»                     | 12             | 97             | 5                   | 167                 |
| 2006                     | Не участвовала   | Не участвовала        | Не участвовала         | Не участвовала                  | Не участвовала                       | Не участвовала | Не участвовала | Не участвовала      | Не участвовала      |
| 2007                     | Хельсинки        | Магди Ружа            | Английский             | «Unsubstantial Blues»           | «Несущественный блюз»                | 9              | 128            | 2                   | 224                 |
| 2008                     | Белград          | Чези                  | Английский, венгерский | «Candlelight»                   | «Свет свечи»                         | Не прошла      | Не прошла      | 19                  | 6                   |
| 2009                     | Москва           | Золи Адок             | Английский             | «Dance with me»                 | «Танцуй вместе со мной»              | Не прошёл      | Не прошёл      | 15                  | 16                  |
| 2010                     | Не участвовала   | Не участвовала        | Не участвовала         | Не участвовала                  | Не участвовала                       | Не участвовала | Не участвовала | Не участвовала      | Не участвовала      |
| 2011                     | Дюссельдорф      | Кати Вольф            | Английский, венгерский | «What About My Dreams?»         | «Что о моих мечтах?»                 | 22             | 53             | 7                   | 72                  |
| 2012                     | Баку             | Compact Disco         | Английский             | «Sound of Our Hearts»           | «Звук наших сердец»                  | 24             | 19             | 10                  | 52                  |
| 2013                     | Мальмё           | ByeAlex               | Венгерский             | «Kedvesem»                      | «Дорогая»                            | 10             | 84             | 8                   | 66                  |
| 2014                     | Копенгаген       | Андраш Каллаи-Сондерс | Английский             | «Running»                       | «Бегущий»                            | 5              | 143            | 3                   | 127                 |
| 2015                     | Вена             | Boggie                | Английский             | «Wars For Nothing»              | «Не за что воевать»                  | 20             | 19             | 8                   | 67                  |
| 2016                     | Стокгольм        | Фредди                | Английский             | «Pioneer»                       | «Первооткрыватель»                   | 19             | 108            | 4                   | 197                 |
| 2017                     | Киев             | Йоци Папаи            | Венгерский, цыганский  | «Origo»                         | «Источник»                           | 8              | 200            | 2                   | 231                 |
| 2018                     | Лиссабон         | AWS                   | Венгерский             | «Viszlát nyár»                  | «Прощай лето»                        | 21             | 93             | 10                  | 111                 |
| 2019                     | Тель-Авив        | Йоци Папаи            | Венгерский             | «Az én apám»                    | «Мой отец»                           | Не прошёл      | Не прошёл      | 12                  | 97                  |
| Не участвует с 2020 года |                  |                       |                        |                                 |                                      |                |                |                     |                     |

## Фотогалерея

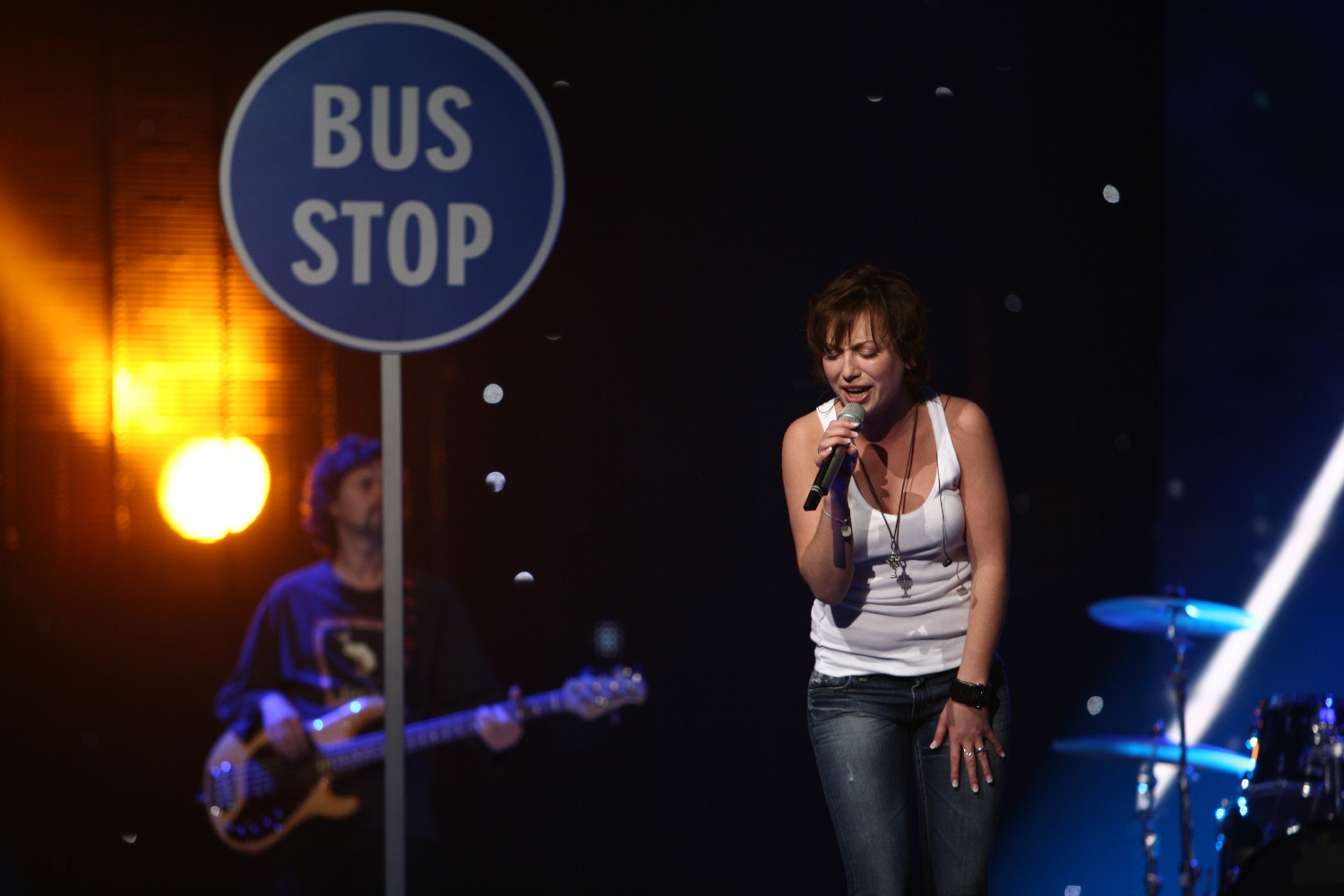
Магди Ружа в Хельсинки, «Евровидение 2007»
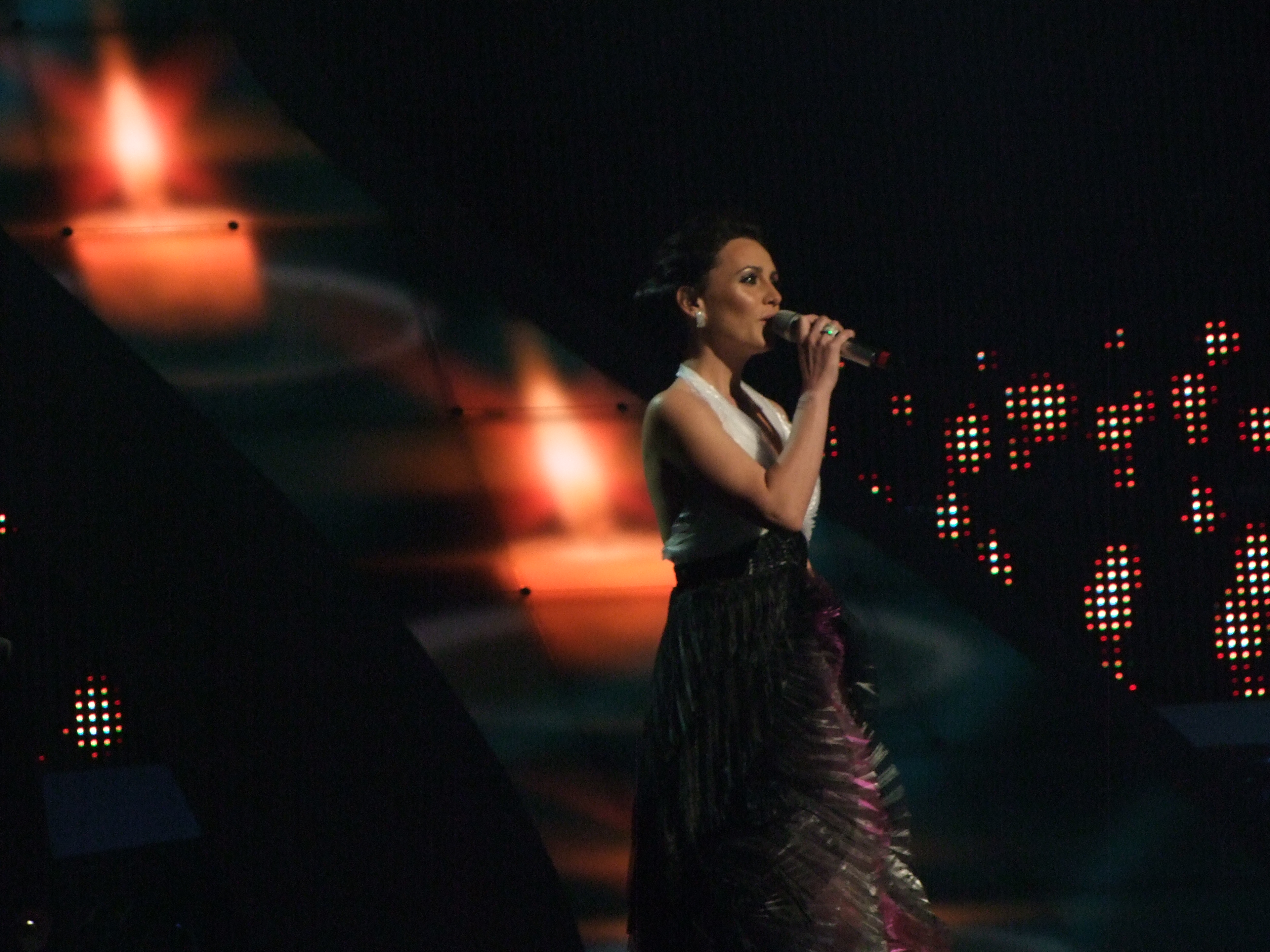
Чези в Белграде, «Евровидение 2008»
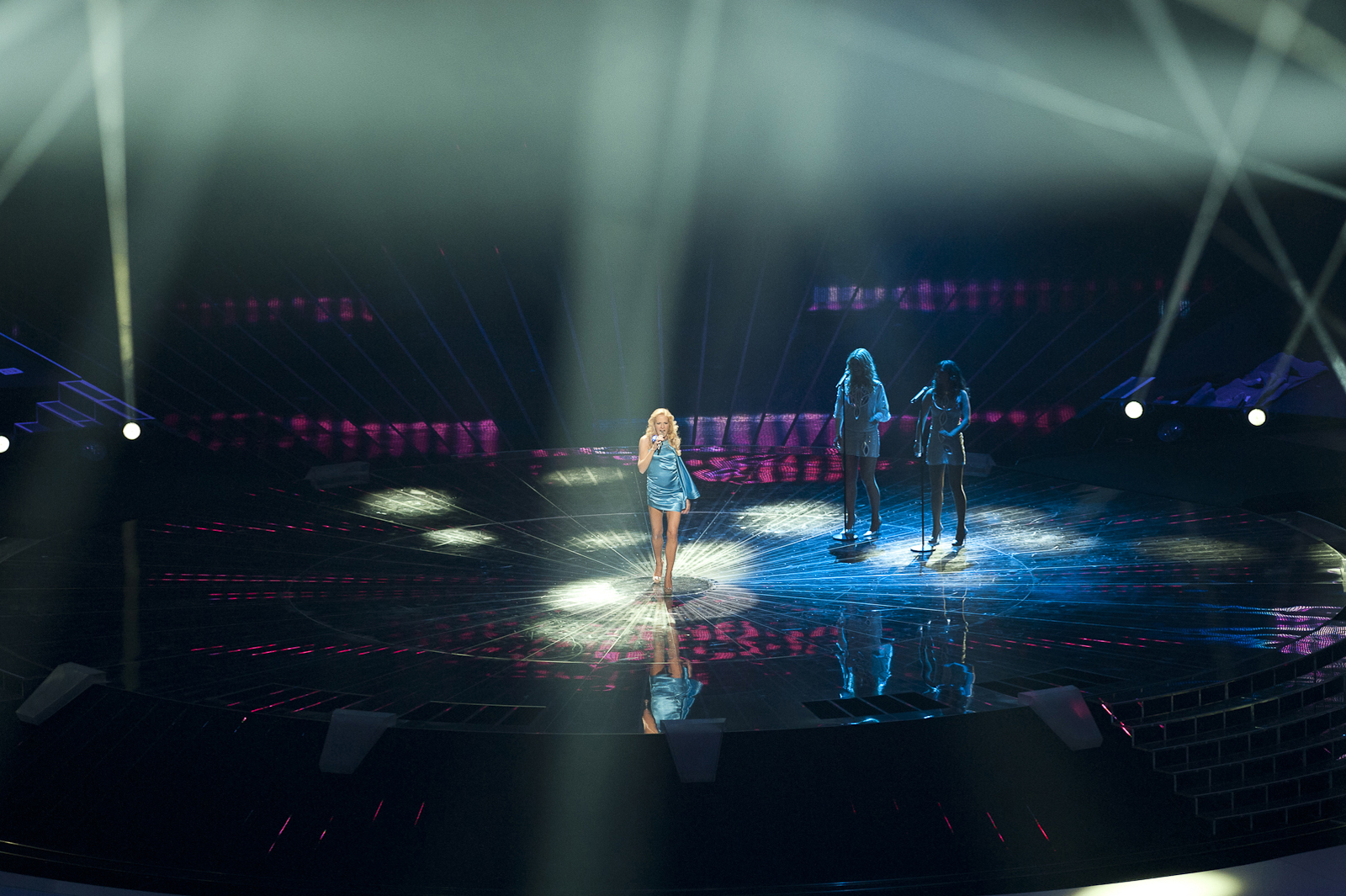
Кати Вольф в Дюссельдорфе, «Евровидение 2011»
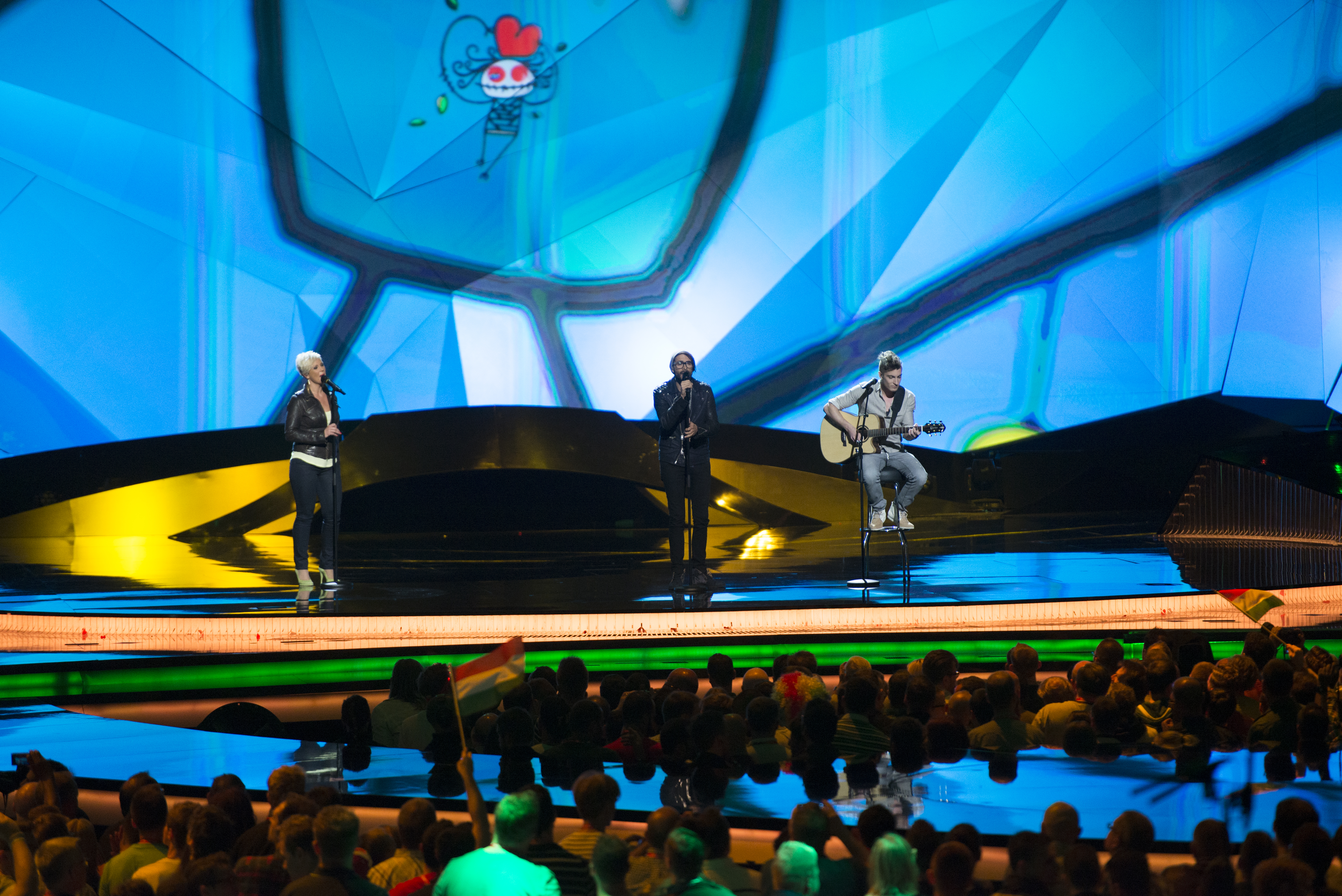
ByeAlex в Мальмё, «Евровидение 2013»
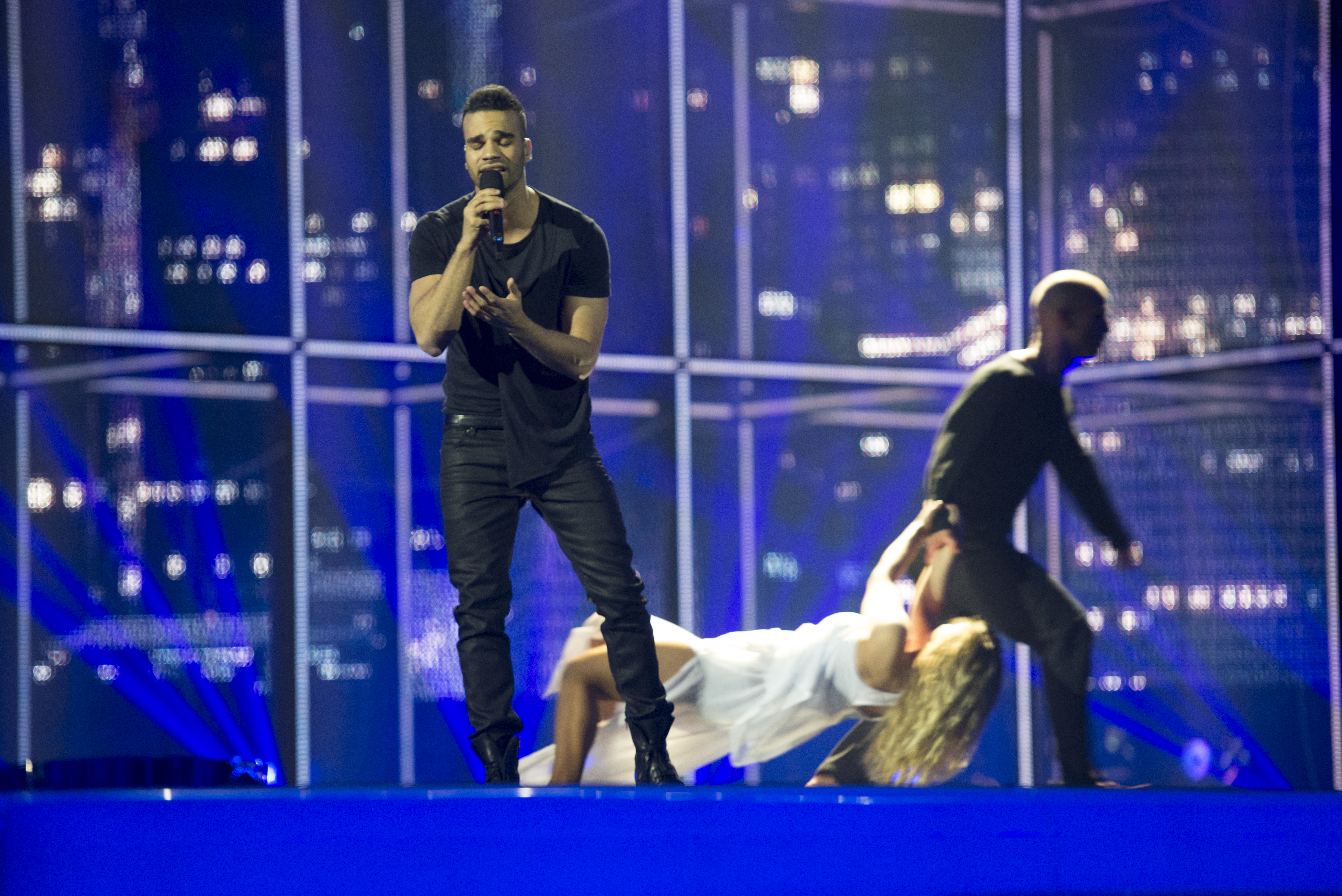
Андраш Каллаи-Сондерс в Копенгагене, «Евровидение 2014»
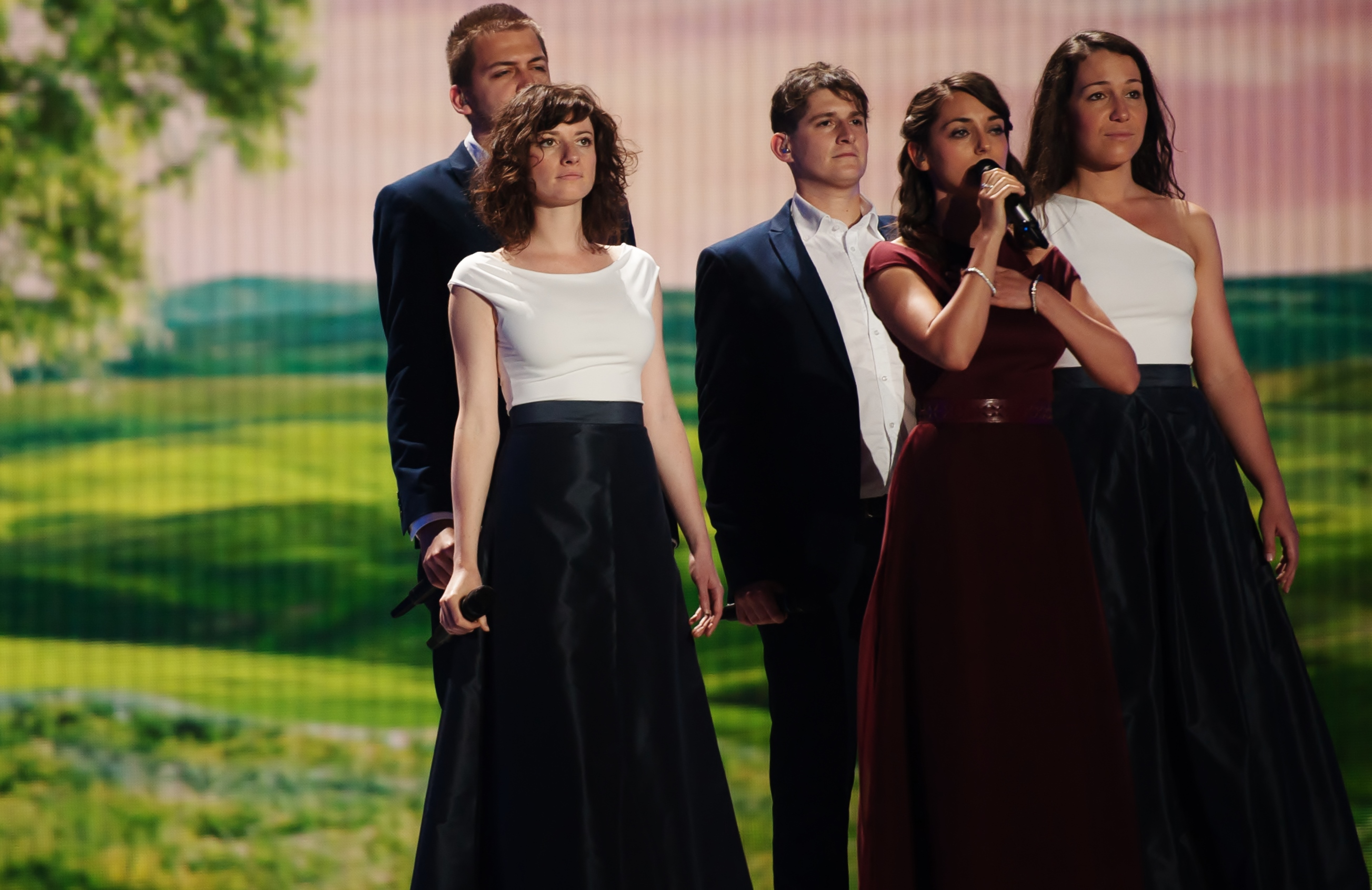
Boggie в Вене, «Евровидение 2015»
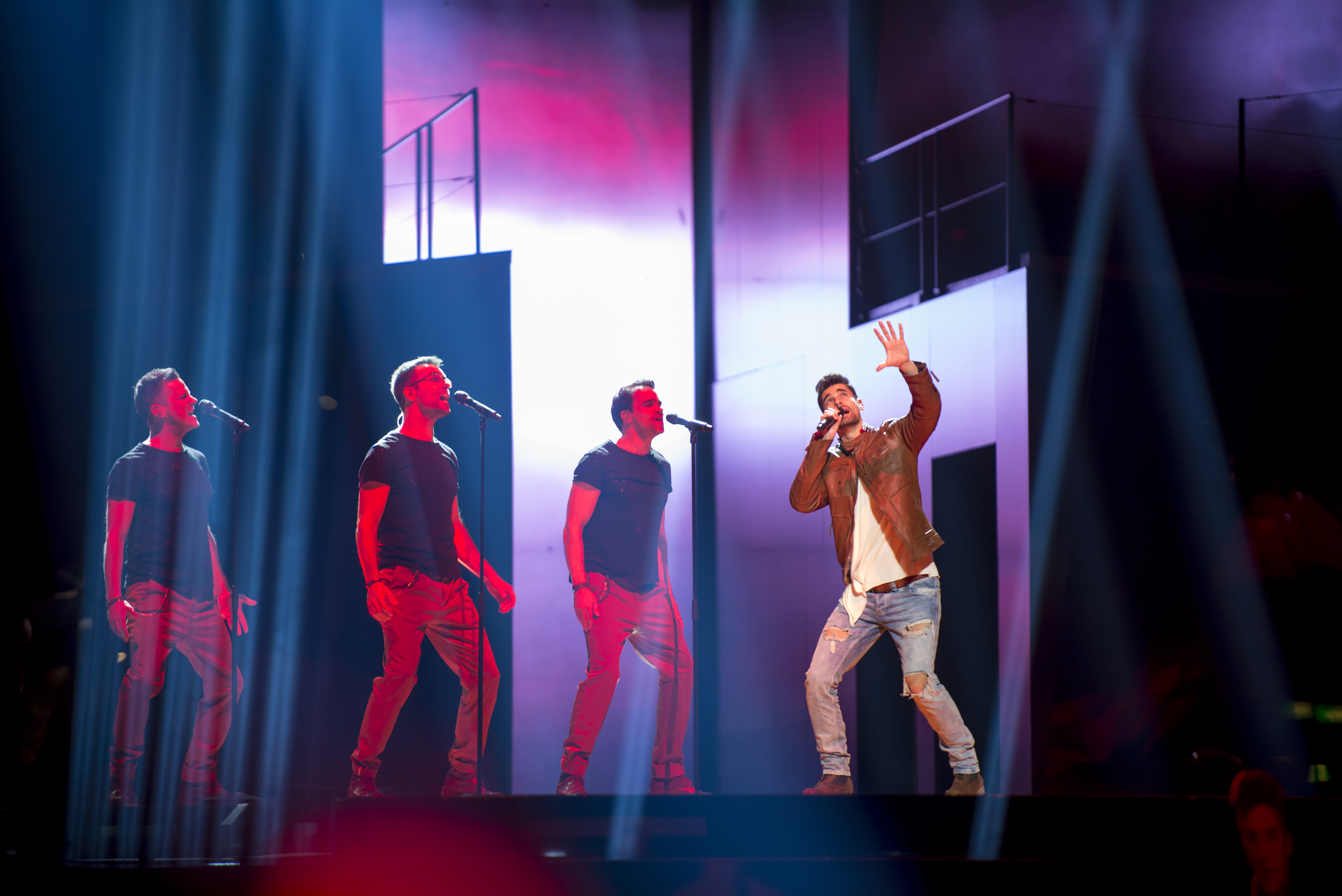
Фредди в Стокгольме, «Евровидение 2016»
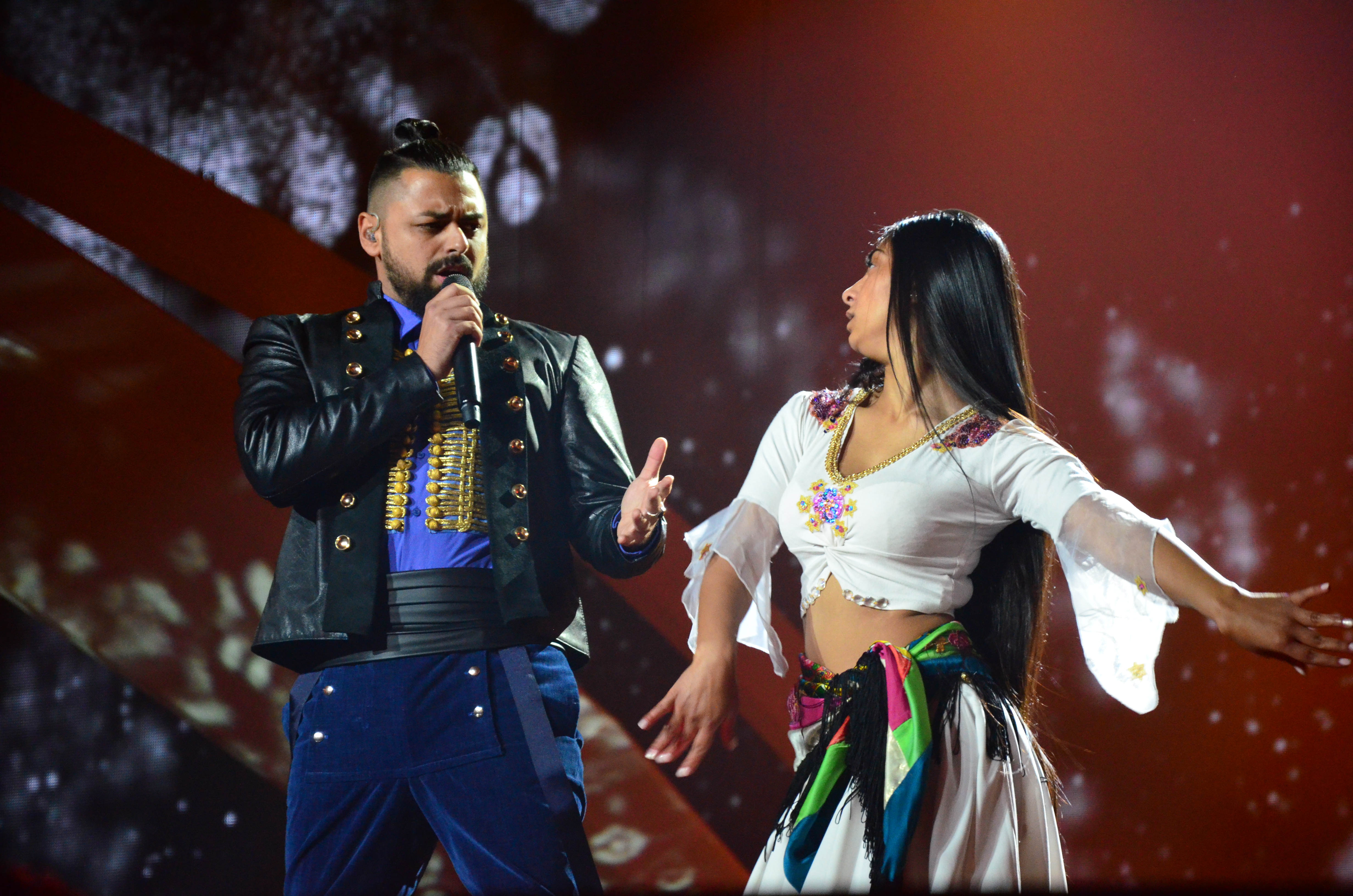
Йоци Папаи в Киеве, «Евровидение 2017»